# Maeda Ku-6
Maeda Ku-6 – japoński czołg latający z okresu II wojny światowej, powstał tylko jeden prototyp.

## Historia
Prace projektowe nad latającym czołgiem rozpoczęto w 1939 w Uniwersytecie Tokijskim na życzenie Cesarskiej Armii Japońskiej. Projekt początkowo nosił kryptonim Sora-sha (dosł. „powietrzny pojazd”) w późniejszym czasie zmieniony na Kuro-sha (dosł. „czarny pojazd”).
Większość szczegółów projektu pozostaje nieznana, w zakładach Mitsubishi zaprojektowano lekki czołg Ku-Ro o aerodynamicznej sylwetce. Do czołgu miały być doczepiane skrzydła i belka ogonowa z ogonem w kształcie litery T. Skrzydła miały prawie 22 metry rozpiętości, ich powierzchnia nośna wynosiła około 60 metrów kwadratowych. Masa własna skrzydeł i ogona wynosiła około 700 kg, udźwig maksymalny (masa czołgu z załogą) wynosił 2800 kg.
Biorąc pod uwagę bardzo niską masę czołgu, miał on masę średniej wielkości tankietki, wartość bojowa takiego pojazdu byłaby bardzo niewielka. Nie są znane informacje na temat, jakie samoloty miały holować taki szybowiec, i czy odbyto jakiekolwiek udane próby z tym czołgiem. Do końca wojny wyprodukowano tylko jeden prototyp, który został ukończony w styczniu 1945.